# علي الزيبق (مسلسل)
تدور احداث المسلسل في عهد المماليك عن الطفل على ( فاروق الفيشاوى ) الذي يقتل والده على يد اعدائه من المماليك المقدم دليلة والمقدم سنقر الكلبى(أبو بكر عزت ) ويكبر على وينتقم منهم بواسطة الحيل والالاعيب التي تعلمها من مساعد والده سالم والقصة من التراث الشعبي

## بطولة
| - فاروق الفيشاوي: علي الزيبق - هدى سلطان: فاطمة أم علي الزيبق - أبو بكر عزت: المقدم سنقر الكلبي - حمدي أحمد: الشيخ حلاوة - ليلى فوزي: المقدم دليلة - إبراهيم الشامي: سالم - هدى رمزي: زينب بنت المقدم دليلة - جمال إسماعيل: حنضل - محمد الشويحي: حسون - إسلام فارس: حسن راس الغول - عدوي غيث: القاضي نور الدين والد فاطمة و جد علي الزيبق - محمود العراقي: متولي - حلمي عبد الوهاب: شنن مساعد سنقر الكلبي | - نجيب رشدي: القاضي أصفهان - رجاء سراج: جلنار زوجة سنقر الكلبي - صافيناز الجندي: شامة شقيقة سالم - علي مصطفى: حارس من حراس الدرك مع سنقر الكلبي - ناهد إسماعيل: الجارية جمارة قاتلة حسن راس الغول - عبد الحميد أنيس: يوسف رجل الجباية - مصطفى الخضري: التاجر دومة - محمد عتريس: من العياق - رشدي عسكر: المقدم أحمد الدنف - سليمان حسين: حارس من حراس الدرك مع سنقر الكلبي - عاطف طنطاوي: السلطان العثماني - عواد عبد الرحمن - عبد المنعم عبد الرحمن | - مصطفى توفيق - كمال حسين: شمس الدين شقيق فاطمة و خال علي الزيبق - عبد السلام محمد: أبو عبدة - وائل حسن: علي الزيبق الطفل - عمر أبو بكر - حسن شبل: صاحب حمام باب الوزير - محمد جبريل: حارس من حراس الدرك على قصر الوالي - مختار أمين: بلبول - أنور محمد: التاجر برقوقي - جليلة محمود: زوجة شهبندر التجار - علي الشريف: كعبورة مساعد سنقر الكلبي - حسن حسين: الوالي القديم - المرسي أبو العباس: الوالي الجديد | - قاسم الدالي: المنادي - حافظ أمين: رجب الطباخ - صلاح قابيل: أبو العز شهبندر التجار - فادية عبد الغني: واطفة - محمد كامل: لملوم - محمود جليفون: إسماعيل - لطفي عبد الحميد: شميعة المرابي - سامي سرحان: المقدم زريق السماك - زكريا موافي: غريب زعيم العياق - علاء ولي الدين: حبظلم - بدر الدين جمجوم: أبو خاطر - أحمد الحداد: أبو ستة |